# Formel-E-Rennstrecke Santiago (Parque O’Higgins)
Die Formel-E-Rennstrecke Santiago war ein temporärer Stadtkurs für Rennen der FIA-Formel-E-Meisterschaft in Santiago de Chile. Am 26. Januar 2019 fand im Rahmen der Saison 2018/19 erstmals ein Rennen auf dieser Strecke statt.

## Streckenbeschreibung

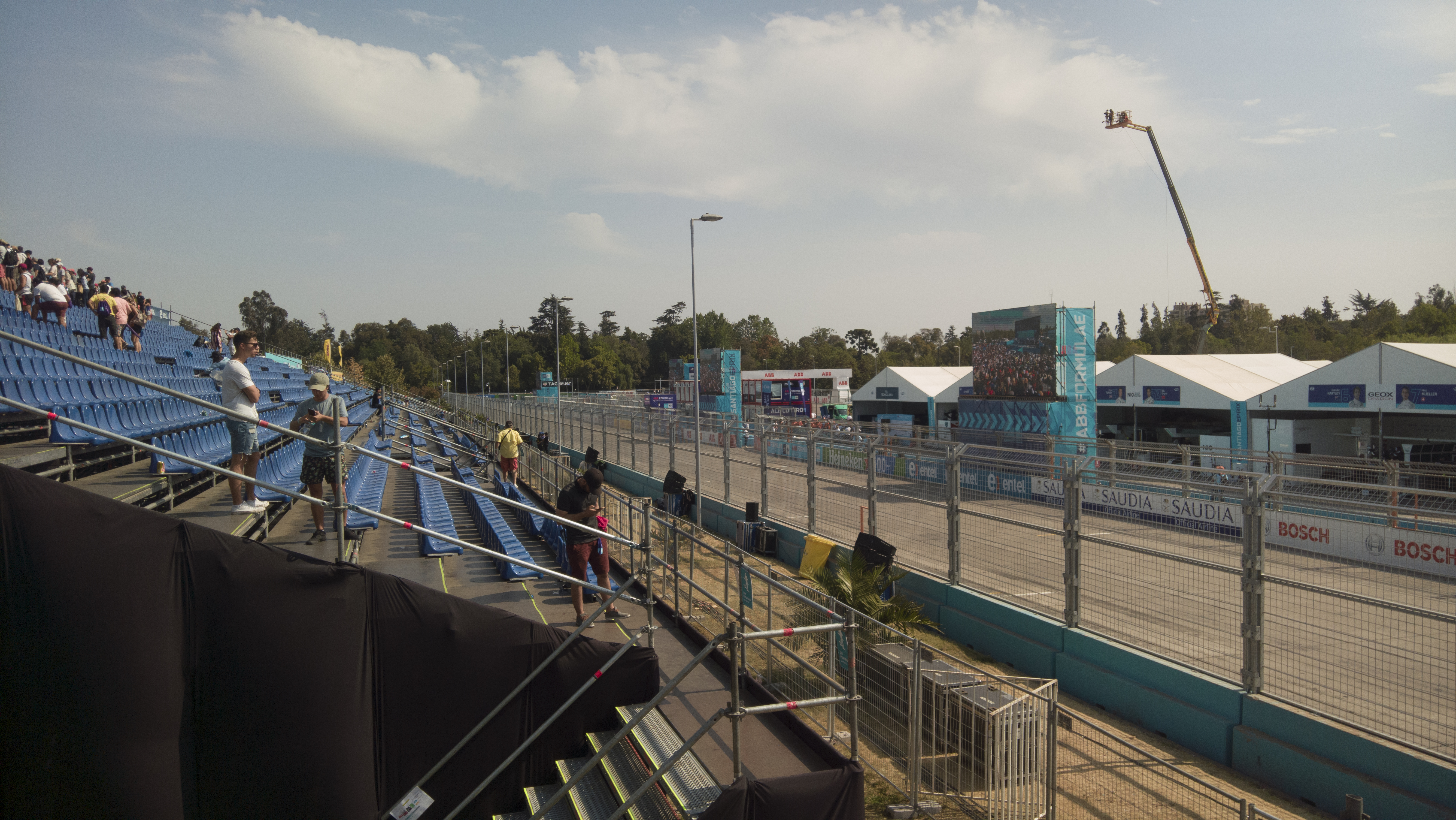
Startgerade des Parque O'Higgins Circuits

Der Kurs führte über öffentliche Straßen, direkt am Parque O’Higgins und umrundete die Movistar Arena. Er verlief gegen den Uhrzeigersinn und bestand in der ersten Konfiguration aus 14 Kurven mit einer Länge von 2,348 km.
Nach der Start-Ziel-Geraden, die auf einer Betonfläche inmitten des Parkes lag, bog die Strecke nach rechts ab. Es folgte eine weitere Rechtskurve, bevor mit drei Linkskurven eine Parkfläche umrundet wurde. Es folgte eine Schikane, bevor die Strecke auf die Elipse del Parque O’Higgins abbog und eine langgezogene Linkskurve durchfuhr. Diese wurde von einer weiteren Schikane unterbrochen. Am Ende der Kurve folgte eine 90-Grad-Linkskurve, die Strecke führte dann zu einer Haarnadel-Linkskurve. Nach einer weiteren Haarnadelkurve, dieses Mal jedoch nach rechts, führte die Strecke auf die Start-Ziel-Geraden zurück.
Für den Santiago E-Prix 2020 wurde die Streckenführung überarbeitet. Die Start-Ziel-Gerade wurde auf der Betonfläche um rund 20 Meter nach rechts verschoben, sodass am Ende der Geraden eine Linkskurve folgte, bevor der Streckenverlauf identisch zu der ersten Variante war. Die Schikane in der langgezogenen Linkskurve der Elipse del Parque O’Higgins wurde entfernt, die Linkskurve am Ende der Kurve bog dann früher nach links ab. Es folgten wieder zwei Haarnadelkurven, jedoch in umgekehrter Reihenfolge erst rechts und dann links, bevor wieder die Start-Ziel-Geraden folgte. Die neue Variante wies nur noch 11 Kurven auf und war mit 2,287 km um 61 Meter kürzer.